# Nesrine Brinis
Nesrine Brinis (* 25. März 1990) ist eine tunesische Stabhochspringerin.

## Sportliche Laufbahn
Erste internationale Erfahrungen sammelte Nesrine Brinis bei den Arabischen Meisterschaften 2017 in Radès, bei denen sie mit 3,70 m die Silbermedaille hinter ihrer Landsfrau Dorra Mahfoudhi gewann. Im Jahr darauf gewann sie bei den Afrikameisterschaften in Asaba mit neuer Bestleistung von 3,90 m die Bronzemedaille hinter Mahfoudhi und der Ägypterin Dina el-Tabaa. 2019 nahm sie erstmals an den Afrikaspielen in Rabat teil schied dort ohne eine gültige Höhe aus.
2016 wurde Brinis tunesische Meisterin im Stabhochsprung.

## Persönliche Bestleistungen
- Stabhochsprung: 3,90 m, 2. August 2018 in Asaba
  - Stabhochsprung (Halle): 3,86 m, 31. Januar 2018 in Reims